# Now Bijar Mahalleh-ye Mohsenabad
Now Bijar Mahalleh-ye Mohsenabad (em persa: نوبيجارمحله محسن اباد, também romanizada como Now Bījār Maḩalleh-ye Moḩsenābād; também conhecida como Now Bījār Maḩalleh) é uma aldeia do distrito rural de Kiashahr, situada no condado de Astaneh-ye Ashrafiyeh, na província de Gilan, no Irã. Segundo o censo de 2006, sua população era de 211, em 60 famílias.